# San Bernardo Tlamimilolpan
Pour les articles homonymes, voir San Bernardo.
San Bernardo Tlamimilolpan est un village situé dans la municipalité de Tepetlaoxtoc, dans l'État de Mexico, au Mexique.